# Керлештиј Моштени (Олт)
Керлештиј Моштени (рум. Cherleștii Moșteni) насеље је у Румунији у округу Олт у општини Теслуј. Oпштина се налази на надморској висини од 175 m.

## Становништво
Према подацима из 2002. године у насељу је живело 288 становника, од којих су сви румунске националности.